# Приднестровский государственный хор
Приднестровский государственный хор — профессиональный музыкально-исполнительский коллектив Приднестровья.

## История хора
Приднестровский государственный хор — самый молодой профессиональный музыкально-исполнительский коллектив ПМР, созданный в 2005 году как структурная филармоническая единица ГУ «ГКЦ Дворец республики». Формирование коллектива проходило под руководством опытного хормейстера, Лауреата международных конкурсов, Заслуженного деятеля искусств ПМР, а ныне Народной артистки ПМР (2015), кавалера Ордена «Трудовая Слава» (2018) — Татьяны Твердохлеб.
С первых дней коллектив ведет активную работу по освоению разнообразного концертного репертуара, в который включаются произведения хоровой классики, современные хоровые сочинения, духовная музыка. Это, прежде всего, произведения зарубежной и русской классики XVIII—XX веков: Г. Генделя, Дж. Каччини, В. А. Моцарта, Р. Шумана, Ф. Листа, Д. Бортнянского, П. Чеснокова, А. Гречанинова, П. Чайковского, С. Рахманинова, Д. Шостаковича, Г. Свиридова, и др. Значительную часть концертного репертуара составляют хоровые обработки мелодий народов мира, в том числе обработки молдавских, русских, украинских, испанских, итальянских, французских, американских народных мелодий.
Значительную часть концертного репертуара составляют произведения для хора а cappella, объединенные в тематические программы, привлекающие повышенное внимание публики. Особым событием в творческой жизни хора стало исполнение Литургии Святого Иоанна Златоуста — великого духовного произведения С. В. Рахманинова, прозвучавшее в стенах Кафедрального Собора Рождества Христова.
Совместная плодотворная работа Приднестровского государственного хора с Государственным симфоническим оркестром ПМР позволила за короткий срок ввести в концертный репертуар ряд крупных вокально-симфонических полотен, таких как «Реквием» В. А. Моцарта, вокально-симфоническая поэма «Казнь Степана Разина» Д. Д. Шостаковича, кантата «Александр Невский» С. С. Прокофьева, кантата «Весна», «Всенощная» С. В. Рахманинова, «Магнификат» И. С. Баха, «Фантазия для фортепиано, хора и оркестра» Л. Ван Бетховена, вокально-симфоническая «Поэма памяти Сергея Есенина» и др..